# Liaoning Nanzi Paiqiu Dui 2015-2016
Questa voce raccoglie le informazioni riguardanti il Liaoning Nanzi Paiqiu Dui nelle competizioni ufficiali della stagione 2015-2016.

## Organigramma societario
Area direttiva
- Presidente: Lu Tiejun

Area tecnica
- Allenatore: Sui Shengsheng
- Secondo allenatore: Zhang Jiucheng

Area sanitaria
- Medico: Fan Shiqiang

## Rosa
| N° | Nome          | Ruolo | Data di nascita   | Nazionalità sportiva |
| -- | ------------- | ----- | ----------------- | -------------------- |
| 1  | Ma Ming       | C     | 5 aprile 1983     | Cina                 |
| 2  | Li Bowen      | P     | 3 ottobre 1995    | Cina                 |
| 3  | Zheng Yehong  | S     | 29 agosto 1994    | Cina                 |
| 4  | Jiang Hongyu  | C     | 7 agosto 1996     | Cina                 |
| 6  | Chu Hongwei   | P     | 15 gennaio 1996   | Cina                 |
| 7  | Liu Chunjiang | S     | 29 aprile 1990    | Cina                 |
| 8  | Yuan Zhi      | S/O   | 29 settembre 1981 | Cina                 |
| 11 | Kong Fanwei   | L     | 4 dicembre 1988   | Cina                 |
| 12 | Cong Xu       | S     | 10 maggio 1994    | Cina                 |
| 13 | Shi Xuefeng   | S/O   | 2 febbraio 1994   | Cina                 |
| 14 | Men Hongchao  | C     | 20 dicembre 1993  | Cina                 |
| 15 | Yu Shibo      | P     | 6 dicembre 1987   | Cina                 |
| 16 | Ma Zihui      | C     | 24 giugno 1989    | Cina                 |
| 17 | Xie Zhenyu    | S     | 30 novembre 1996  | Cina                 |
| 18 | Wang Jiayong  | L     | 19 luglio 1996    | Cina                 |
| 19 | Xiao Lijia    | C     | 4 febbraio 1997   | Cina                 |
| 20 | Xu Ning       | S/O   | 3 giugno 1996     | Cina                 |

## Mercato
| Acquisti | Acquisti     | Acquisti | Acquisti   |
| R.       | Nome         | da       | Modalità   |
| -------- | ------------ | -------- | ---------- |
| S        | Zheng Yehong | ?        | definitivo |
| S        | Xie Zhenyu   | ?        | definitivo |
| L        | Wang Jiayong | ?        | definitivo |
| C        | Xiao Lijia   | ?        | definitivo |
| S/O      | Xu Ning      | ?        | definitivo |

| Cessioni | Cessioni        | Cessioni | Cessioni   |
| R.       | Nome            | a        | Modalità   |
| -------- | --------------- | -------- | ---------- |
| L        | Ding Li         | ?        | definitivo |
| C        | Liang Chunglong | Beijing  | definitivo |
| S/O      | Leng Zhimin     | ?        | definitivo |
| S/O      | Zhou Dehong     | ?        | definitivo |

## Risultati

### Volleyball League A

#### Regular season

##### Prima fase
| 1ª giornata - 15 novembre 2015 Fushun City College Gymnasium, Fushun       | Liaoning  | 0 - 3 | Beijing   | 16-25, 18-25, 20-25               |
| 2ª giornata - 19 novembre 2015 Glory Stadium, Pechino                      | Beijing   | 3 - 0 | Liaoning  | 25-20, 25-16, 25-17               |
| 3ª giornata - 22 novembre 2015 Nanyang City Sports Center Stadium, Nanyang | Henan     | 3 - 0 | Liaoning  | 25-23, 25-22, 25-19               |
| 4ª giornata - 26 novembre 2015 Taishan Xinning Stadium, Taishan            | Guangdong | 3 - 1 | Liaoning  | 26-24, 25-12, 20-25, 27-25        |
| 5ª giornata - 29 novembre 2015 Zibo City Sports Center Arena, Zibo         | Shandong  | 3 - 2 | Liaoning  | 25-13, 18-25, 22-25, 25-10, 15-10 |
| 6ª giornata - 3 dicembre 2015 Fushun City College Gymnasium, Fushun        | Liaoning  | 1 - 3 | Bayi      | 16-25, 21-25, 25-22, 21-25        |
| 7ª giornata - 6 dicembre 2015 University Students Gymnasium, Pechino       | Bayi      | 3 - 0 | Liaoning  | 25-16, 25-15, 25-17               |
| 8ª giornata - 10 dicembre 2015 Fushun City College Gymnasium, Fushun       | Liaoning  | 0 - 3 | Henan     | 22-25, 17-25, 18-25               |
| 9ª giornata - 13 dicembre 2015 Fushun City College Gymnasium, Fushun       | Liaoning  | 3 - 2 | Guangdong | 25-22, 21-25, 28-30, 25-23, 15-11 |
| 10ª giornata - 17 dicembre 2015 Fushun City College Gymnasium, Fushun      | Liaoning  | 0 - 3 | Shandong  | 18-25, 21-25, 19-25               |

##### Seconda fase
| 11ª giornata - 24 dicembre 2015 Shijiazhuang Zhongshan Stadium, Shijiazhuang | Hebei    | 3 - 1 | Liaoning | 25-22, 21-25, 25-19, 25-15        |
| 12ª giornata - 27 dicembre 2015 Deqing County Sports Center Stadium, Deqing  | Zhejiang | 3 - 1 | Liaoning | 22-25, 25-18, 25-15, 25-22        |
| 13ª giornata - 31 dicembre 2015 Fushun City College Gymnasium, Fushun        | Liaoning | 0 - 3 | Hebei    | 21-25, 22-25, 18-25               |
| 14ª giornata - 3 gennaio 2016 Fushun City College Gymnasium, Fushun          | Liaoning | 3 - 2 | Zhejiang | 27-25, 22-25, 25-22, 17-25, 15-13 |

##### Torneo di qualificazione
| 1ª giornata - 18 gennaio 2016 ?, ? | Tianjin   | 3 - 1 | Liaoning | 25-18, 19-25, 25-23, 25-21 |
| 2ª giornata - 19 gennaio 2016 ?, ? | Guangdong | 3 - 1 | Liaoning | 25-18, 25-23, 23-25, 25-18 |
| 3ª giornata - 20 gennaio 2016 ?, ? | Hubei     | 3 - 1 | Liaoning | ?                          |

## Statistiche

### Statistiche di squadra
| Competizione        | Punti | In casa | In casa | In casa | In trasferta | In trasferta | In trasferta | Totale | Totale | Totale |
| Competizione        | Punti | G       | V       | P       | G            | V            | P            | G      | V      | P      |
| ------------------- | ----- | ------- | ------- | ------- | ------------ | ------------ | ------------ | ------ | ------ | ------ |
| Volleyball League A | 4     | 7       | 2       | 5       | 7            | 0            | 7            | 17     | 2      | 15     |
| Totale              | -     | 7       | 2       | 5       | 7            | 0            | 7            | 17     | 2      | 15     |

G = partite giocate; V = partite vinte; P = partite perse

### Statistiche dei giocatori
Nessun dato disponibile.